# Henri Charles Savoye
Pour les articles homonymes, voir Savoye.
Henri Charles Joseph Savoye est un homme politique français né le 13 février 1802 à Deux-Ponts (Mont-Tonnerre) et décédé le 28 avril 1869 à Londres (Royaume-Uni).
Étudiant en droit à Heidelberg, il est avocat à Deux-Ponts. Installé à Paris en 1832, il donne des cours d'allemand. Il demande également la nationalité française, qui ne lui sera accordée qu'en 1848, car la ville de Deux-Ponts était sous souveraineté française au moment de sa naissance. Il est chargé d'affaires de la France à Francfort d'avril à septembre 1848, puis député du Haut-Rhin de 1849 à 1851, siégeant avec le groupe d'extrême gauche de la Montagne. Il est expulsé après le coup d’État du 2 décembre 1851 et meurt en exil le 26 avril 1869 à Londres, Marylebone.

## Sources
- « Henri Charles Savoye », dans Adolphe Robert et Gaston Cougny, Dictionnaire des parlementaires français, Edgar Bourloton, 1889-1891 [détail de l’édition]